# Volo Conviasa 2350
Il volo Conviasa 2350 era un volo passeggeri di linea nazionale da Margarita a Ciudad Guayana, in Venezuela. Il 13 settembre 2010, un ATR 42-320 operante la rotta si schiantò durante l'avvicinamento a Ciudad Guayana, provocando la morte di 17 dei 51 presenti a bordo.

## L'aereo
Il velivolo coinvolto era un ATR 42-320, marche YV1010, numero di serie 371. Volò per la prima volta il 7 febbraio 1994 e venne consegnato a Gill Air due mesi dopo. Operò dal 2003 al 2006 per Air Wales e infine, a partire dal settembre 2006, entrò nella flotta di Conviasa. Era spinto da 2 motori turboelica Pratt & Whitney Canada PW120. Al momento dell'incidente, l'aereo aveva circa 17 anni e aveva accumulato 27 085 ore di volo in 29 603 cicli di decollo-atterraggio.

## Passeggeri ed equipaggio
Quarantasette passeggeri e quattro membri dell'equipaggio erano a bordo dell'aereo.
Mentre il bilancio delle vittime era inizialmente riportato come 14, i rapporti successivi lo portarono a 15 e successivamente a 17 poiché i sopravvissuti allo schianto iniziale morirono per le ferite riportate. Un totale di 34 persone sopravvissero allo schianto. Sia il pilota che il copilota rimasero uccisi.

## L'incidente
L'equipaggio segnalò problemi di controllo poco prima dell'atterraggio all'aeroporto Manuel Carlos Piar Guayana, nello stato federale Puerto Ordaz di Ciudad Guayana. Testimoni riferirono che l'aereo aveva colpito linee elettriche a bassa quota alle 09:59 ora locale ed era caduto in un'area industriale dove erano immagazzinati i materiali usati in un'acciaieria. Gli operai e i vigili del fuoco tirarono fuori i sopravvissuti dal relitto in fiamme.

## Le indagini
L'assistenza nelle indagini venne fornita dal Bureau d'Enquêtes et d'Analyses pour la Sécurité de l'Aviation Civile (BEA) francese. Il BEA inviò due investigatori, mentre Avions de Transport Regional (ATR) tre consulenti tecnici.
In data 30 dicembre 2014, il ministero dei trasporti del Venezuela pubblicò che la probabile causa dell'incidente fu il malfunzionamento del sistema centrale di allerta, che attivò erroneamente l'allarme di stallo. I fattori che contribuirono una scarsa gestione delle risorse dell'equipaggio, la perdita di consapevolezza situazionale dei piloti, il loro coordinamento inadeguato durante il processo decisionale per affrontare la situazione anomala, la loro mancanza di conoscenza del sistema di allarme di stallo e la loro cattiva gestione dei controlli di volo. L'aereo venne pilotato con due condizioni anomale: l'attivazione del sistema di avviso di stallo e il disaccoppiamento degli equilibratori dell'aeromobile; ciò richiese uno sforzo costante da parte del pilota in comando per mantenere il controllo dell'aeromobile. Ci fu inoltre una gestione impropria dell'aereo nella fase finale dell'atterraggio, che portò il comandante a esercitare un grande sforzo sui controlli del volo prima dell'impatto. Il livello di abilità emotivo e cognitivo del comandante, la mancanza di leadership e gli errori di giudizio lo portarono a prendere decisioni poco sagge. Entrambi i piloti mostrarono confusione, scarsa coordinazione, gravi problemi di comunicazione, mancanza di conoscenza dei sistemi del velivolo e perdita di consapevolezza situazionale.

## Conseguenze
Il presidente venezuelano Hugo Chávez proclamò tre giorni di lutto nazionale dopo l'incidente.
A seguito dell'incidente, il 13 settembre 2010, l'Autorità per l'aviazione civile di Trinidad e Tobago sospese i servizi di Conviasa nel paese. Dopo la sospensione, ci furono preoccupazioni per i residenti di Trinidad rimasti bloccati sull'isola Margarita. Conviasa, nel 2010, era l'unica compagnia aerea ad offrire voli diretti da Trinidad all'Isola Margarita, offrendo due o tre voli a settimana.
Il 17 settembre 2010, il governo del Venezuela bloccò tutti i voli Conviasa in modo da poter eseguire una revisione tecnica della flotta della compagnia aerea. La compagnia aerea affermò che la sospensione temporanea sarebbe rimasta in vigore fino al 1º ottobre 2010 e che durante la chiusura i passeggeri sarebbero stati trasportati da altre compagnie aeree.